# Marsica

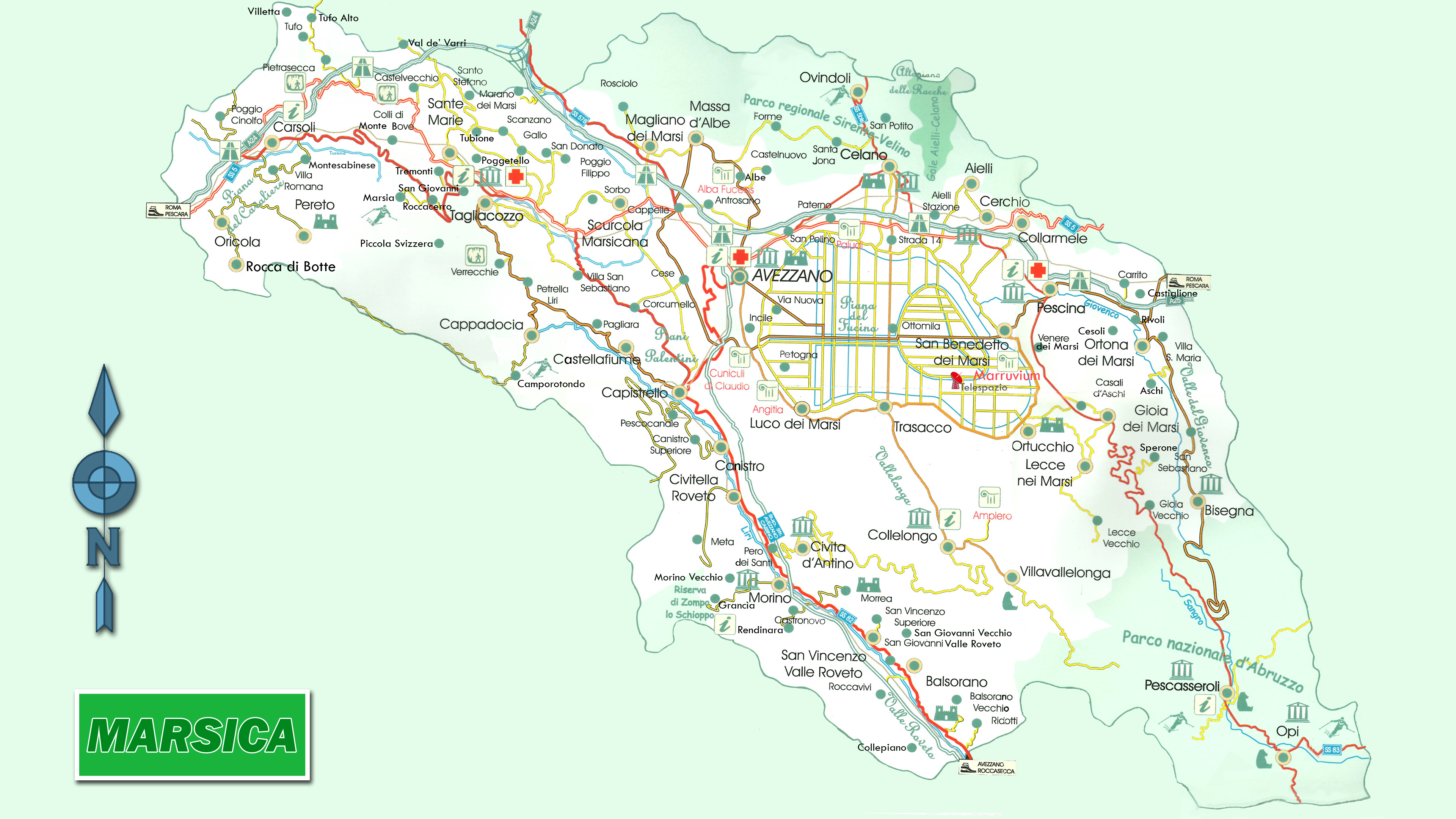
Marsica

La Màrsica est une sous-région de l’intérieur des Abruzzes, comprenant trente-sept communes de la  province de L'Aquila, avec comme capitale la ville d’Avezzano. Territoire culturellement et politiquement stratégique de l’Italie centrale, elle est située entre la plaine du Fucin, le Parc national des Abruzzes, Latium et Molise, la plaine de Carsoli et la vallée de Sulmona  (Valle Peligna (it)).

## Histoire
« Nec sine marsis nec contra marsos triumphari posse » - « On ne peut vaincre sans les Marses ou contre eux »
La région tire son nom du peuple italique qui peuplait autrefois la région, les Marses. Peuple valeureux de guerriers indomptables, leur nom est dérivé du dieu de la guerre Mars. Pendant la guerre sociale du Ier siècle av. J.-C., ils ont infligé des défaites, porté la peur et la dévastation dans l’armée de la République romaine pourtant plus nombreuse. La guerre sociale, qui tire son nom du latin « socius », qui signifie allié, commence lorsque le Sénat romain refuse la citoyenneté romaine aux Marses et à d’autres peuples, après de nombreuses années d’alliances militaires.
Anciennement, la Màrsica comprenait la région voisine du Fucin à l’est et au sud, et toute la vallée du Giovenco. À l’heure actuelle cependant, la localisation de la Màrsica est très différente: elle comprend tout le val Roveto et toute la zone côtière.
Font partie de la Màrsica les communes suivantes : Aielli, Avezzano, Balsorano, Bisegna, Canistro, Capistrello, Cappadocia, Carsoli, Castellafiume, Celano, Cerchio, Civitella Roveto, Civita d'Antino, Collarmele, Collelongo, Gioia dei Marsi, Lecce nei Marsi, Luco dei Marsi, Magliano de' Marsi, Massa d'Albe, Morino, Opi, Oricola, Ortona dei Marsi, Ortucchio, Ovindoli, Pereto, Pescasseroli, Pescina, Rocca di Botte, San Benedetto dei Marsi, San Vincenzo Valle Roveto, Sante Marie, Scurcola Marsicana, Tagliacozzo, Trasacco, Villavallelonga.
Historiquement, les Marses n’aiment pas être soumis à des pouvoirs étrangers, et la nécessité de l’autonomie gouvernementale a conduit ces dernières années à mettre en place un comité territorial apolitique, promoteur d'une nouvelle « Province des Marses », avec pour capitale Avezzano, ce qui, au cours de la période fasciste avait été presque accordé. Les autorités locales ont également créé un blason, sur le tout  du tout une chimère, symbole présent sur les boucliers et armures des Marses, patriotes courageux, intrépides, moines guerriers.

## Parcs et réserves naturelles de la Màrsica
Le territoire de la Màrsica  regorge de parcs et de réserves naturelles : 
- Parc national des Abruzzes, Latium et Molise, au Sud ;
- Riserva naturale guidata Zompo lo Schioppo (it), au Sud-Ouest ;
- Parc naturel régional du Sirente-Velino, à l'Est ;
- Riserva naturale Monte Velino (it), au Nord-Est ;
- Réserve naturelle régionale de Monte Salviano, à l'Ouest.

Un mammifère typique de nombre de ces parcs est l'Ursus arctos marsicanus, un ours brun, sous-espèce endémique de la Màrsica.

## Tremblement de terre de la Màrsica
Le tremblement de terre d’Avezzano, communément appelé ainsi du fait que la capitale de la Màrsica est la ville la plus touchée par le tremblement de terre, est survenu le 13 janvier 1915 vers 7 h 48 avec un épicentre situé dans le bassin du Fucin.
Plus de 29 000 victimes ont été dénombrées à la fin des opérations de sauvetage, soit près d'un quart de la population touchée. Les militaires et les civils qui se sont distingués dans le sauvetage, dont le duc de Gênes (à l’époque nommé lieutenant général du royaume par le roi Victor-Emmanuel III), ont reçu le 8 août 1915 une médaille spéciale du mérite.

## Personnalités liées à la Màrsica
- Paola Concia, députée
- Benedetto Croce, philosophe
- Thomas de Celano, écrivain
- Camillo Corradini, secrétaire d’état
- Quintus Poppaedius Silo, condottiere
- Antonio Rocco, philosophe
- Louis Orione, saint de l’Église catholique
- Jules Mazarin, cardinal et homme politique
- Vito Taccone,  coureur cycliste professionnel
- Ignazio Silone, écrivain
- Mario Pescante, homme politique
- Francesco Saverio Petroni, homme politique et érudit
- Giuseppe Fracassi, sénateur de la République
- Ottaviano Del Turco, homme politique
- Francesco Sansone, peintre
- Gianni Letta, homme politique
- Marcantonio Colonna (1535-1584), amiral

## Source
- (it) Cet article est partiellement ou en totalité issu de l’article de Wikipédia en italien intitulé « Màrsica » (voir la liste des auteurs).